# Cao Càn
Cao Càn (tiếng Trung: 高乾, 487–533), tự là Càn Ung (乾邕), là tướng nhà Bắc Ngụy thời Nam Bắc triều trong lịch sử Trung Quốc.

## Thân thế
Cao Càn là con Cao Dực – người giữ chức Trấn đông tướng quân, Thứ sử Đông Dự châu nhà Bắc Ngụy. Em ông là Cao Ngang theo giúp Cao Hoan, là công thần khai quốc nhà Bắc Tề.

## Sự nghiệp
Cao Càn người sáng suốt có mưu lược, cử chỉ cao nhã, dáng vẻ phi phàm, kết giao rộng rãi. Ban đầu Cao Càn nhậm chức Viên ngoại Tán kỵ thị lang, sau chuyển sang Thái úy sứ sĩ tào, Tư đồ trung binh, viên ngoại. Khi Bắc Ngụy Hiếu Trang Đế chưa lên ngôi, Cao Càn tới nương nhờ ông ta, nhờ vậy nên sau này được phong làm Long Tương tướng quân, Thông trực tán kỵ thường thị.
Sau sự kiện Hà Âm (528 – quyền thần Nhĩ Chu Vinh sát hại vua nhỏ Nguyên Chiêu và Hồ thái hậu), Cao Càn kêu gọi lưu dân ở khoảng Hoàng Hà, Tế Thủy khởi nghĩa, chịu sự chỉ huy của Cát Vinh, rồi lại tiếp nhận sự chiêu phủ của Hiếu Trang Đế. Vì Nhĩ Chu Vinh bài xích, Cao Càn giải chức về quê. Sau khi Nhĩ Chu Vinh bị giết, Cao Càn được phong làm Kim tử quang lộc đại phu, Hà Bắc đại sứ. Năm 530, Hiếu Trang Đế bị giết, anh em Cao Càn chiếm cứ Tín Đô khởi binh.
Năm sau (531), Cao Hoan tiến quân từ Tấn Châu đến Ký Châu, Cao Càn đưa 70 kỵ binh ra nghênh đón. Cao Hoan lập Nguyên Lãng làm vua, Cao Càn được phong Thị trung, Tư không.
Năm 532, Bắc Ngụy Hiếu Vũ Đế lên ngôi, Cao Càn xin được giải chức, nhưng vẫn được giữ lại chức vụ Tư không, còn được phong Trường Lạc quận công. Năm 533, Hiếu Vũ Đế bất mãn vì bị Cao Hoan khống chế, muốn lôi kéo Cao Càn diệt trừ Cao Hoan. Cao Càn mật báo với Cao Hoan, Hiếu Vũ Đế phát giác, bèn giết chết Cao Càn. Năm đó ông 47 tuổi.
Năm sau (534), Cao Càn được truy tặng Sử trì tiết, Thái sư, Lục Thượng thư sự, Ký Châu thứ sử, thụy hiệu là Văn Chiêu. Con trai ông là Cao Kế Thúc đã thừa kế tước vị Lạc Thành huyện hầu của ông nội Cao Dực, nên cháu trai Cao Chiêm Nhân thừa kế tước vị của ông.